# Catherine MacLellan
Catherine MacLellan, née le 24 avril 1980 à Burlington (Ontario), est une chanteuse folk autrice-compositrice-interprète canadienne, qui vit à l'Île-du-Prince-Édouard. Elle est la fille de l'auteur-compositeur-interprète Gene MacLellan, elle fut née et élevée à Summerside, Île-du-Prince-Édouard.
Avant de commencer sa carrière d'enregistrement solo, elle a chanté avec The New Drifts, un groupe de quatre instruments avec les musiciens de l'île James Phillips (guitare, mandoline), Stéphane Bouchard (guitare basse) et Dave Gould (batterie & percussion). Elle travaillât pour le guichet du Théâtre Harbourfront Jubilee, un théâtre de 527 places où elle fut son début comme artiste solo.  Elle fut un des premiers membres de Saddle River Stringband avec Mike Dixon, Troy McArthur et James Phillips.
MacLellan a publié deux albums, Dark Dream Midnight en 2004 et Church Bell Blues en 2006, indépendamment avant de signer avec True North Records, qui ressortit Church Bell Blues en 2007. Elle fit Water in the Ground en 2009 ; Dark Dream Midnight fut inclus comme un disque boni avec les copies physiques de l'album. Elle fit la tournée du Canada, des États-Unis et du Royaume-Uni durant 2009 pour soutenir l'album, avec des représentations à CBC Radio, aux programmes Canada Live et The Vinyl Cafe.  Son album Silhouette fut publié par True North Records en juillet 2011.
Elle a aussi participé à deux tournées collaboratrices "Canadian Songbook" : en 2008 avec Murray McLauchlan, Stephen Fearing et Paul Quarrington ; et en 2009 avec McLauchlan, Barney Bentall et Nathan Rogers.
En novembre 2009, elle a enregistré une nouvelle chanson, "Singing Sands", pour le programme Great Canadian Song Quest sur CBC Radio 2.
Elle était déjà mariée à l'auteur-compositeur Al Tuck, avec qui elle a une fille, Isabel.

## Discographie
- Dark Dream Midnight (2004)
- Church Bell Blues (2006)
- Water in the Ground (2009)
- Silhouette (2011)

## Prix & réussites
Canadian Folk Music Awards  » Results 2012 : 
- Enregistrement Folk de l'année - Gagnante
- Album de l'année
- Enregistrement solo de l'année

2010 East Coast Music Awards & Nominations : 
- Enregistrement soliste féminin de l'année - Gagnante
- Enregistrement Folk de l'année - Gagnante
- SOCAN Auteure de l'année

Gagnante de l'auteur anglais de l'année prix de musique folk canadienne
Gagnante de l'artiste solo de l'année 2009 prix de musique folk canadienne
#1 Artiste Roots à iTunes Canada
Gagnante ÎPÉ pour CBC Radio 2 – Canadian Song Quest
Penguin Eggs – Découverte de Nouvelle Artiste de l'année

## Source de la traduction
- (en) Cet article est partiellement ou en totalité issu de l’article de Wikipédia en anglais intitulé « Catherine MacLellan » (voir la liste des auteurs).